# Kloster La Santa Espina
Das Kloster La Santa Espina (Spina) ist eine ehemalige Zisterzienserabtei in der Gemeinde Castromonte in der Provinz Valladolid in Kastilien-León in Spanien. Das im Jahr 1931 zum ‚Nationalmonument‘ (Bien de Interés Cultural) erklärte Kloster wurde im Jahr 1954 restauriert.

## Lage
Das Kloster befindet sich im Hügelland der Montes Torozos auf einer Höhe von rund 800 Metern ü. d. M. etwa sieben Kilometer (Fahrtstrecke) südwestlich des Ortes Castromonte bzw. etwa zehn Kilometer östlich des Nachbarortes Urueña. Die sehenswerte präromanische Kirche von San Cebrián de Mazote liegt nur etwa zehn Kilometer südwestlich.

## Weihe
Das Kloster leitet seinen Namen von einem Partikel der Dornenkrone ab, den Doña Sancha bei einem Besuch der Abtei Saint-Denis bei Paris vom französischen König Ludwig VII. erhalten hatte.

## Geschichte

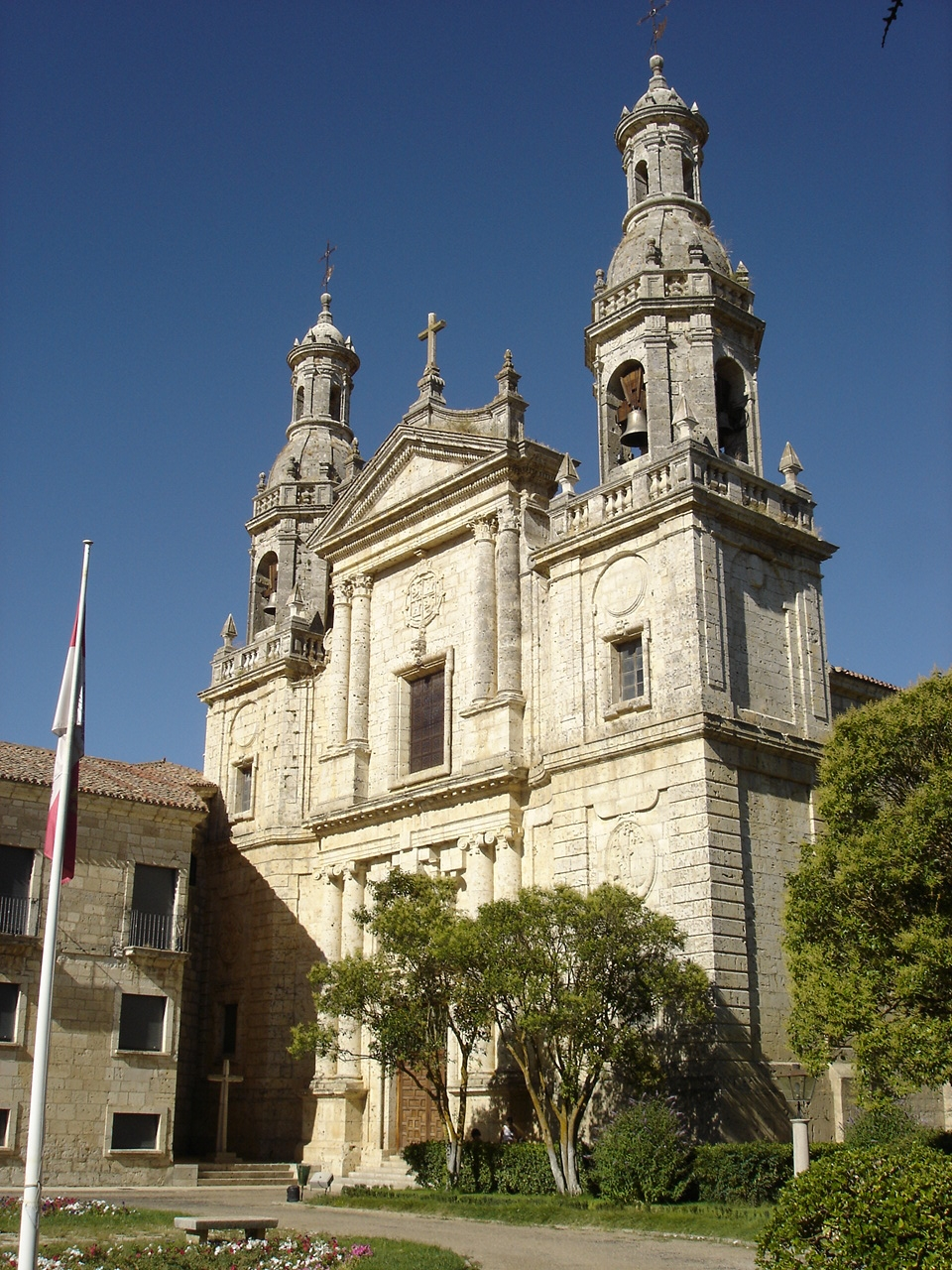
Barocke Zweiturmfassade der Klosterkirche mit Anklängen an den strengen Herrera-Stil

Die Primarabtei Clairvaux entsandte auf Bitten der Schwester von Alfons VII. von Kastilien, Doña Sancha, im Jahr 1147 einen Konvent zur Gründung des Klosters. Die Klosteranlage wurde 1575 von den kantabrischen Baumeistern Juan de Nates und Juan Ribero de Rada neu erbaut, während die Kirche aus dem 12. Jahrhundert erhalten geblieben ist. Durch die Aufhebung aller Klöster und der Beschlagnahme ihrer Besitzungen (desamortisatión) unter der Regierung von Juan Álvarez Mendizábal fand das klösterliche Leben im Jahr 1835 ein Ende. Derzeit untersteht das Kloster der Provinzverwaltung (junta) von Kastilien-León, die dort eine im Jahr 1890 von den Brüdern von La Salle begründete Landwirtschaftsschule betreibt.

## Bauten und Anlage

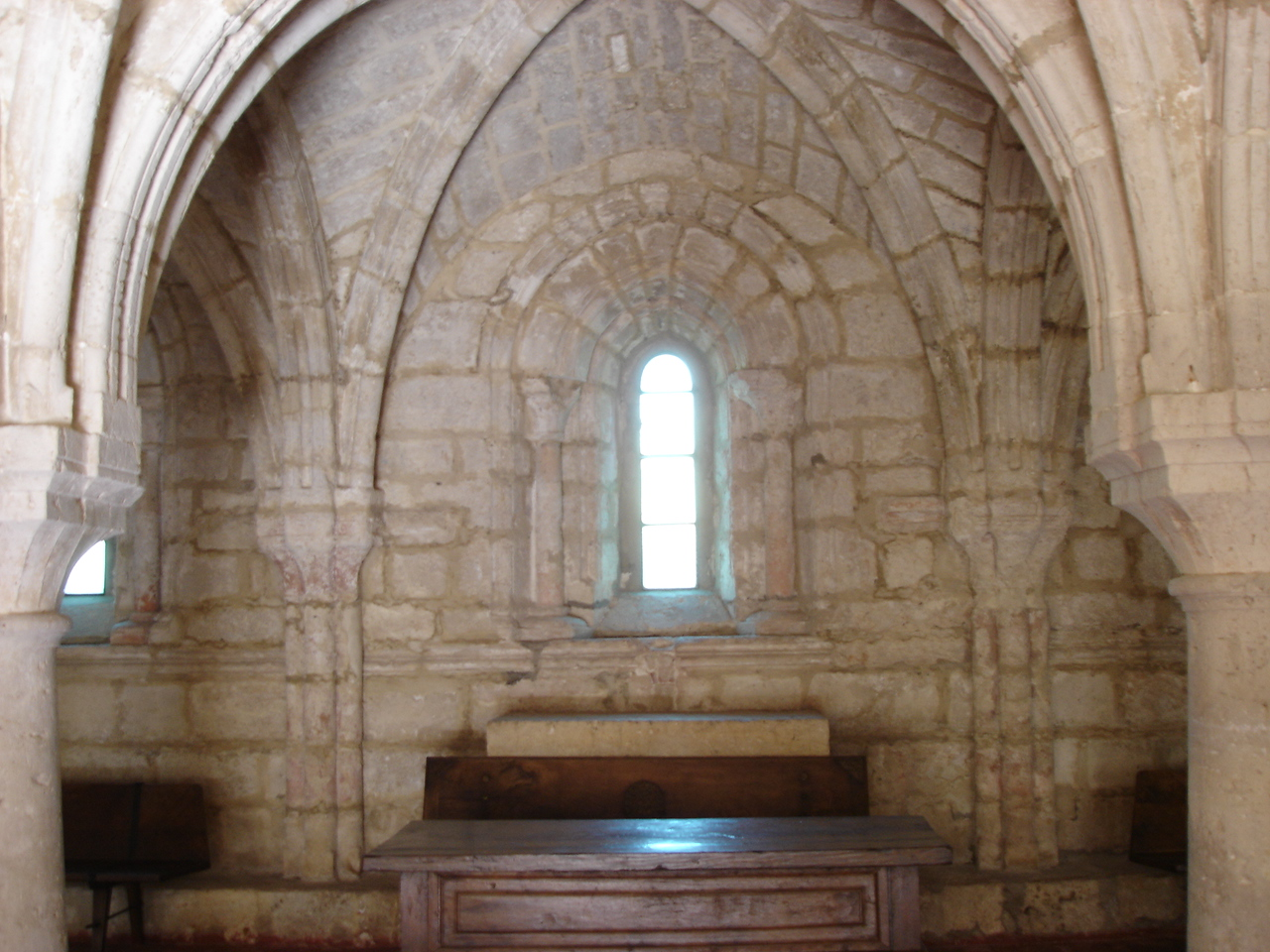
Inneres des Kapitelsaals

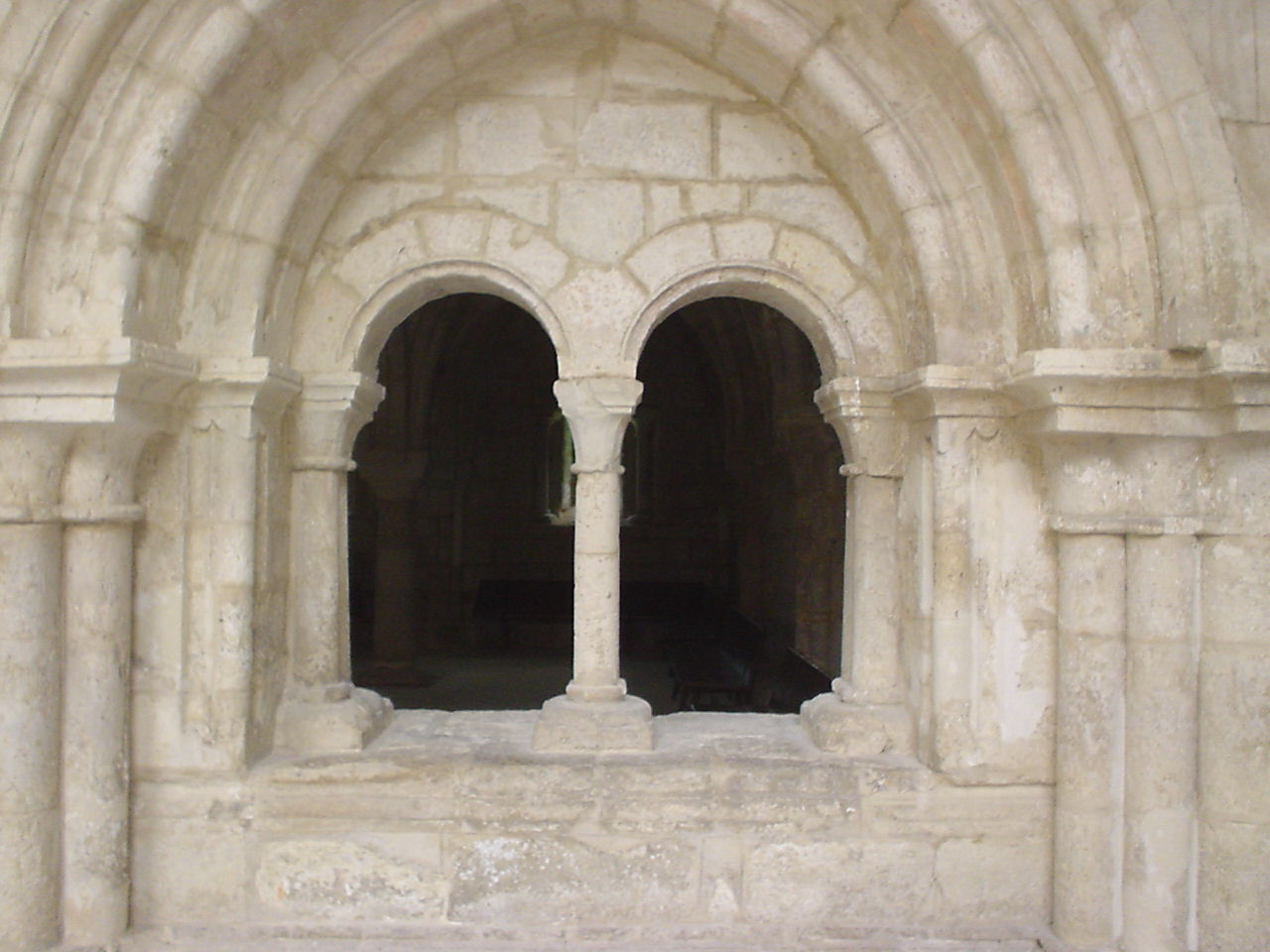
Zwillingsfenster des Kapitelsaals

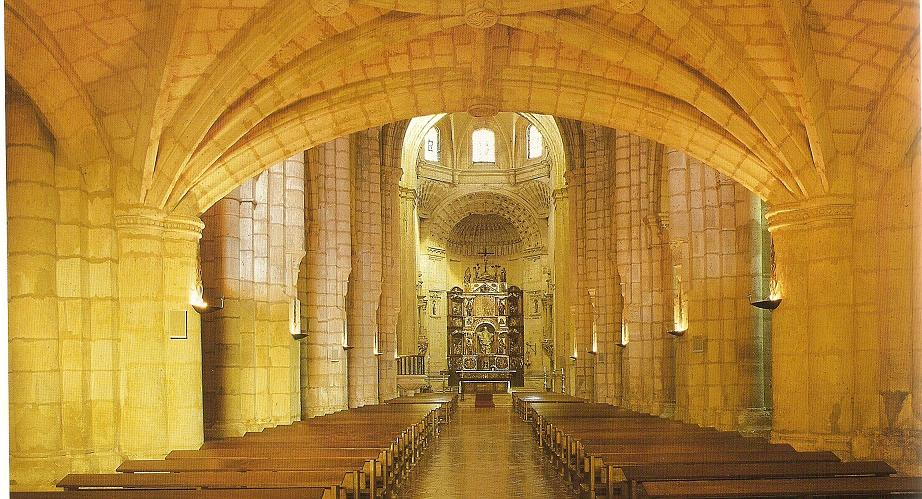
Inneres der Klosterkirche

Die von einer Mauer aus dem 17. Jahrhundert mit einem zweistöckigen Eingangstorbogen umgebene Klosteranlage ist vollständig erhalten und wird zu kulturellen Zwecken genutzt. Die dreischiffige Kirche mit sechs Langhausjochen wurde im späten 13. Jahrhundert erneuert und besitzt ein gotisches spitzbogiges Rippengewölbe, während der Nordarm des Querschiffs noch stark romanisch geprägt ist. Die erhöhte Vierung ist eigenständig belichtet (siehe Laternenturm) und schließt mit einem Sterngewölbe nach oben hin ab. Die Hauptapsis mit 5/8-Schluss wurde im 16. Jahrhundert erneuert. Die Seitenkapellen sind nachmittelalterlich. Die Sakristei ist der älteste Teil des Klosters. Der mittelalterlichen Kirche wurde im Jahr 1783 eine barocke Zweiturmfassade vorgebaut.
Der Klausurbereich liegt nördlich der Kirche; er umfasst einen älteren östlichen (claustro de la hospedería) und einen neueren, zweistöckigen westlichen Kreuzgang (claustro procesional) im schmucklosen Herrera-Stil des 18. Jahrhunderts. Der spätromanische Kapitelsaal aus der Entstehungszeit des Klosters besteht aus neun rippengewölbten Jochen, die auf vier Säulen ruhen. Zum Kreuzgang öffnet er sich mit einem Portal und zwei seitlichen Zwillingsfenstern. Nördlich des Kapitelsaals liegt der Mönchssaal, an den Nordflügel des Kreuzgangs grenzt das Refektorium.